# Amparaan
Amparaan is een bestuurslaag in het regentschap Bangkalan van de provincie Oost-Java, Indonesië. Amparaan telt 2072 inwoners (volkstelling 2010).